# 18-я бригада Национальной гвардии Украины
18-я Славянская бригада Национальной гвардии Украины (18 ОБр, в/ч 3035) (укр. 18-та Слов'янська бригада) — воинская часть Национальной гвардии Украины. Входит в состав Восточного оперативно-территориального объединения Национальной гвардии Украины. Место дислокации — Славянск.

## История

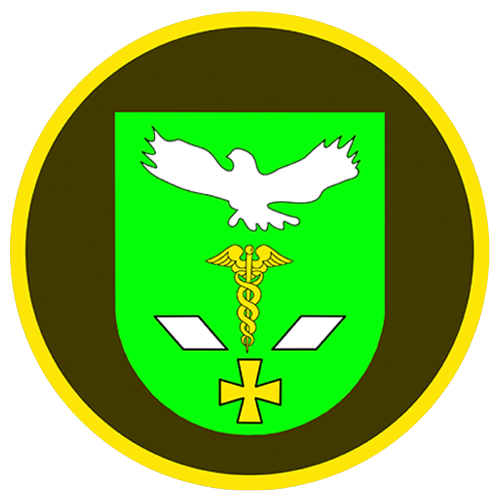
Нарукавный знак полка (вариант)

Приказом командующего НГУ от 2 января 1992 года на базе 26-го отдельного специального моторизованного батальона милиции Внутренних войск МВД СССР сформирован 13-й полк Национальной гвардии (в/ч 4113), который вошел в состав 4-й дивизии НГУ.
В 1995 году в соответствии с Указом Президента Украины от 20 января и приказом командующего НГУ от 26 января 13-й полк НГУ переподчинен Внутренним войскам и переименован в 15-й специальный моторизованный полк (для конвоирования осужденных и  взятых под стражу) (в/ч 3035).

### Война на Донбассе
В 2014 году полк вошел в состав заново созданной Национальной гвардии Украины.
29 мая 2014 года территория войсковой части в Луганске была захвачена восставшими. Военнослужащих  части передислоцировали в Харьков. Реорганизация полка производилась в декабре 2014 года с участием личного состава войсковых частей 3004, 3023 и 3037, которые были расквартированы в Донецке и подлежали расформированию в  связи с захватом территории их  частей восставшими. По распоряжению Главного управления НГУ в связи с проведением антитеррористической операции полк был передислоцирован в г. Славянск.
В 2016 году в полку был создан стрелковый батальон для охраны взводных опорных пунктов. 9 сентября 2016 года в состав полка был передан батальон «Донбасс».
23 августа 2019 года Президент Украины присвоил полку почетное наименование «Славянский».

## Структура
- Патрульный батальон;
- Стрелковый батальон;
- 2-й батальон специального назначения «Донбасс»;
- Рота боевого и материального обеспечения;
- Автомобильная рота;
- Рота охраны;
- Батарея ПТУР;
- Учебная рота;
- Военный оркестр;
- Резервная рота;
- Медицинский пункт

## Командование
- полковник Григорян Игорь Арамович
- полковник Жук Василий Васильевич
- полковник Божко Сергей Сергеевич